# Maurice Culot
Maurice Culot, nascido em 7 de dezembro de 1939 em Sevilha ou Charleroi, é um arquiteto, planejador urbano e editor belga.
Historiador das cidades e da arquitetura, é autor de inúmeros livros e especialista em tendências da Art Nouveau e Art Déco. 

## Formação
- 1959-64 : Diploma de Arquitetura, Escola Nacional de Arquitetura e Artes Visuais - La Cambre, Bruxelas [3].
- 1966 : Diploma de planejamento urbano, La Cambre, Bruxelas.